# Музей авиации в Сиэтле

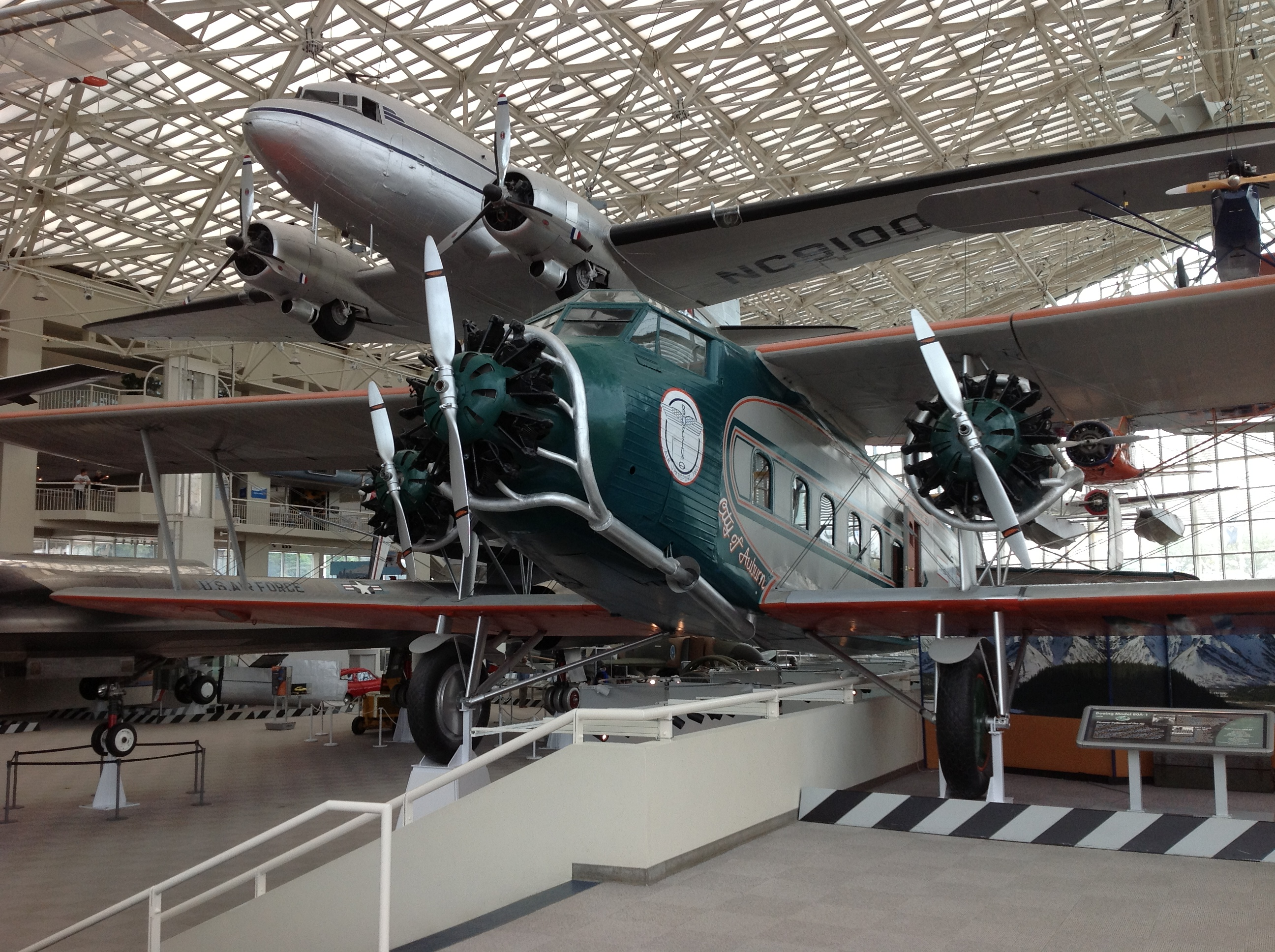
Boeing Model 80A-1

Музей авиации (англ. Museum of Flight) — частный некоммерческий авиационный и космический музей на Тихоокеанском северо-западе США. Он расположен на южной оконечности международного аэропорта округа Кинг (Боинг-филд), в городе Таквила, к югу от Сиэтла. Музей был основан в 1965 году и полностью аккредитован Американским альянсом музеев. Являясь крупнейшим частным музеем авиации и космонавтики в мире, он также проводит крупные образовательные программы для детей и подростков.
Ежегодно музей посещает более 500 000 человек, а также ежегодно работает с более чем 140 000 учеников благодаря своим программам на территории музея: учебному центру Челленджера, авиационному учебному центру и летнему лагерю (ACE), а также информационным программам, которые проводятся по штатам Вашингтон и Орегон.

## История
Музей авиации ведёт свою историю от Авиационного исторического фонда Тихоокеанского Северо-Запада (англ. Pacific Northwest Aviation Historical Foundation), который был основан в 1965 году для восстановления и реставрации самолёта Boeing 80A-1, обнаруженного в Анкоридже. Реставрация самолёта проходила в течение 16 лет, и после её завершения он был выставлен на обозрение в качестве центрального экспоната музея. В 1968 году помещение площадью 10 000 квадратных футов, арендованное в Seattle Center, получило текущее название Museum of Flight. Также в это время началось планирование более постоянного сооружения, и были разработаны его предварительные проекты.
В 1975 году «Красный амбар» Уильяма Боинга был приобретён за один доллар у порта Сиэтла, который стал его владельцем после того, как компания Boeing забросила его во время Второй мировой войны. Цельнодеревянный «Красный амбар» 1909 года, первый офис компании, был перевезён на барже на расстояние трёх километров вверх по реке Дувамиш в его нынешнее местоположение на юго-западном конце Боинг-филд. Сбор средств на реставрацию здания шёл медленно, и двухэтажный «Красный амбар» после реставрации был открыт для посетителей в 1983 году.
В 1994 году было завершено строительство кафе Wings на 132 места и многофункционального банкетного зала Skyline на 250 мест, что увеличило площадь музея до 185 000 квадратных футов (17 200 м2). В то же время в центре Большой галереи после завершения реставрации был установлен один из экспонатов музея — Lockheed M-21, модифицированный Lockheed A-12 Oxcart, предназначенный для перевозки разведывательных беспилотников Lockheed D-21.
Первый реактивный самолёт Air Force One (1959—1962, SAM 970), Boeing VC-137B, был доставлен на Боинг-филд в 1996 году; он прибыл в июне и открылся для посетителей в октябре. Выведенный из активной эксплуатации в начале того же года, он был передан Музеем ВВС во временное пользование в музей авиации в Сиэтле. Изначально самолёт был припаркован на восточной стороне музея, но затем его перегнали через East Marginal Way, и теперь он находится в авиапарке музея, где открыт для посещения.
Следующее крупное расширение было завершено в 2004 году, когда было построено крыло имени Дж. Элроя Маккоу (англ. J. Elroy McCaw Personal Courage Wing). В крыле, расположенном к северу от Красного амбара, на двух этажах площадью 88 000 квадратных футов (8 200 м2) выставлено более 25 самолетов времен Первой и Второй мировых войн. Здесь также имеется большая коллекция моделей самолетов, включая все самолеты обеих войн. Многие из этих самолетов были получены из коллекции закрывшегося в 2003 году Музея истребителей Чамплина, ранее находившегося в Месе, штат Аризона. Крыло открылось 6 июня, в шестидесятую годовщину высадки в Нормандии.

## Представленные экспонаты

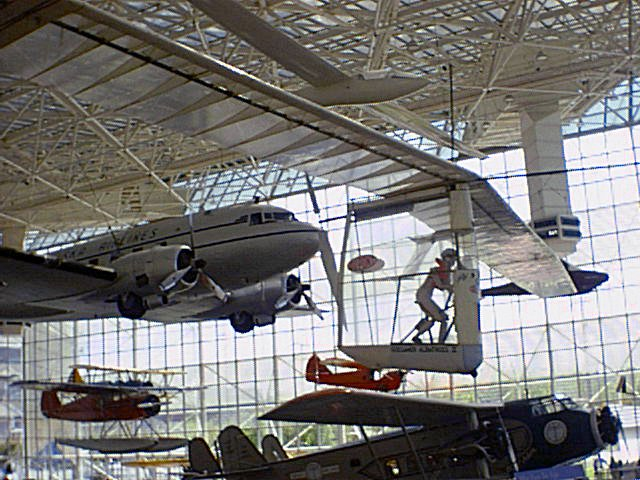
Gossamer Albatross II в музее авиации Сиэтла

Музей владеет более чем 150 самолётами в своей коллекции, включая:
Lockheed Model 10 Electraтщательно отреставрированный пилотом Линдой Финч англ. Linda Finch, и соответствует самолёту Амелии Эрхарт, пропавшей без вести над Тихим океаном.
Boeing 747первый полёт состоялся 9 февраля 1969 года, самолёт был списан в 1990 году
Boeing VC-137B SAM 970президентский самолёт, который служил в президентском флоте с 1959 по 1996 г.

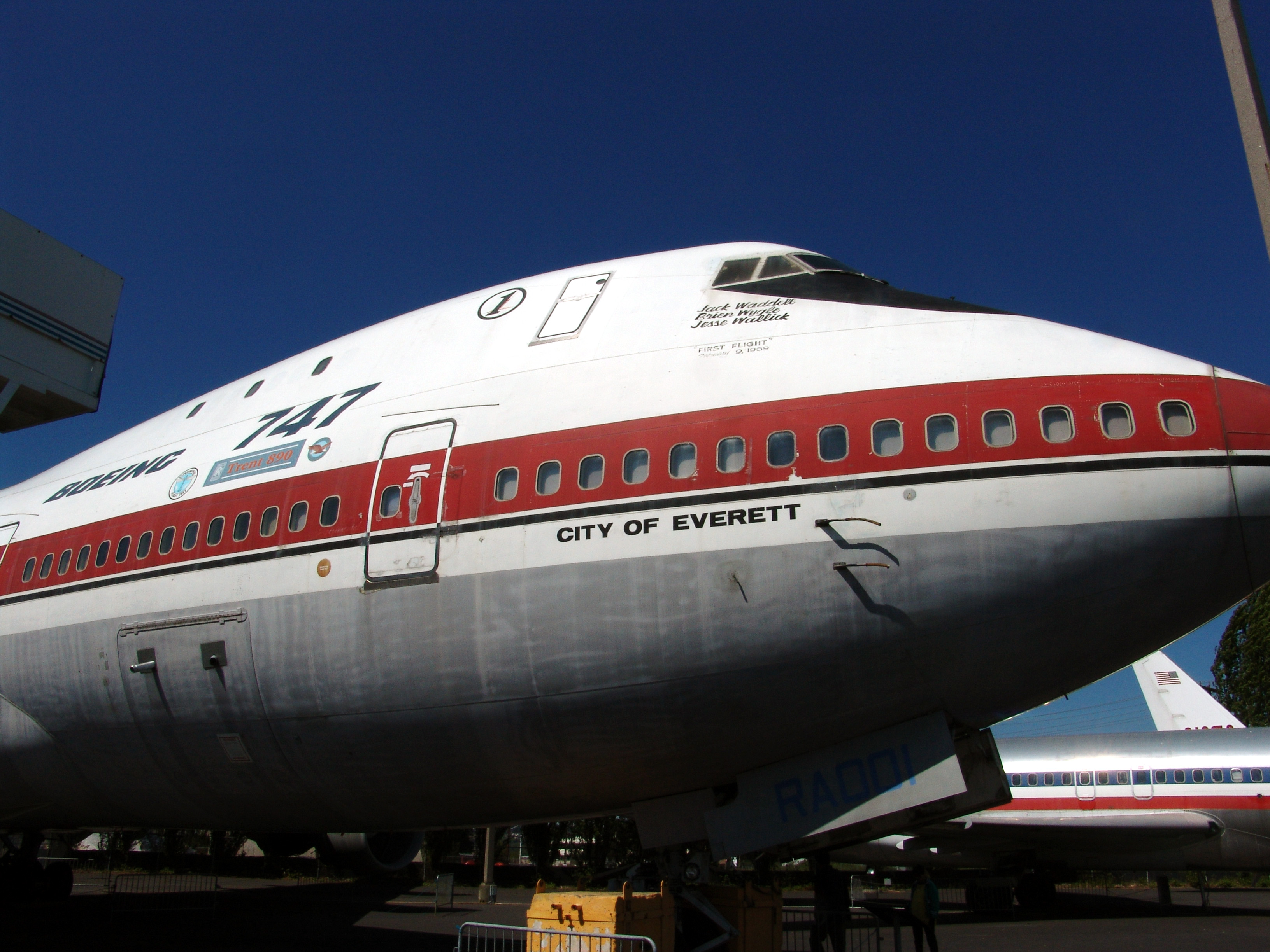
Boeing 747 «City of Everett» в музее до обширной реставрации в 2014 году

Concorde 214(British Airways), один из четырёх Конкордов, представленных за пределами Европы.
Caproni Ca.20первый в мире самолёт-истребитель времён Первой Мировой войны.
Lockheed D-21беспилотный разведывательный дрон, созданный на основе на М-21.
Lockheed M-21вариант Локхид А-12
Lockheed SR-71 BlackbirdУцелевшая кабина самолёта SR-71, разбившегося в 1968 году.
Boeing 737прототип B-737.
Lockheed Martin RQ-3 DarkStarвторой прототип БПЛА DarkStar
MacCready Gossamer Albatross IIсамолёт на человеческой тяге.
Aerocar International's Aerocarодин из пяти оставшихся Aerocars, (автомобили со съёмными крыльями и пропеллером).
LearAvia Lear Fanпрототип N626BL.
Douglas DC-2один из двух оставшихся летающих DC-2.
Boeing 80Aединственный сохранившийся 80А, пилотировавшийся Бобом Ривом на Аляске.
Boeing 727—100 (E1)прототип B727-100
Lockheed L-1049G Super Constellationбывший Super Constellation авиакомпании Trans-Canada Air Lines.
Lamson L-106 Alcorпервый в мире герметичный планёр.

## Экспозиции

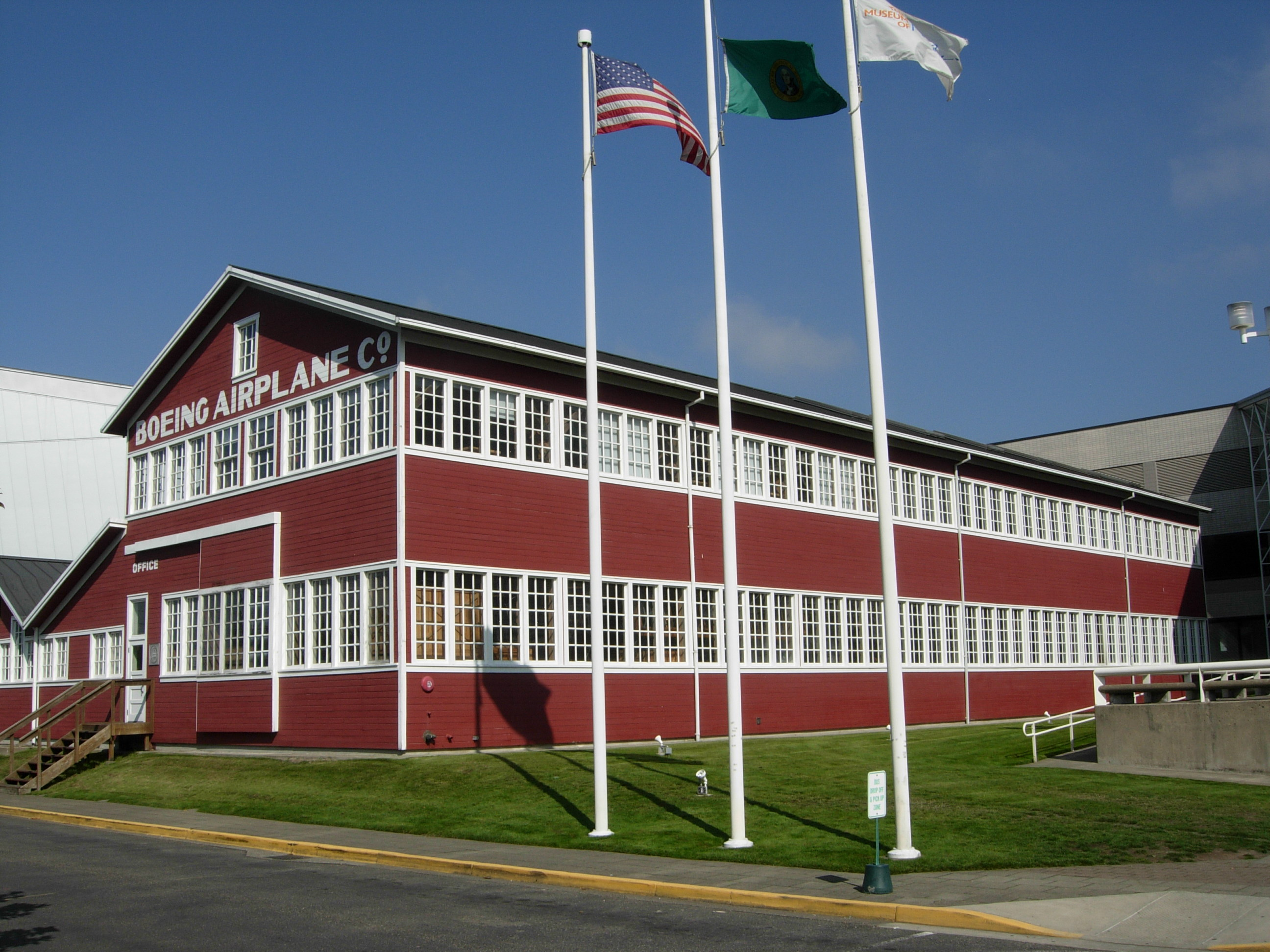
Красный амбар

В 2007 году в Музее открылась новая космическая выставка: «Космос: открытие новых горизонтов», которая прослеживает эволюцию космического развития со времён первого полёта в космос до идей будущих коммерческих космических полётов.

### Реставрация
Музей поддерживает восстановление объектов авиации и участвует в текущих проектах, например de Havilland Comet 4, Boeing 2707 макет, General Motors FM-2 Wildcat. Среди предыдущих проектов — летающий Boeing 247 который сейчас находится в центре восстановления. Также восстановлены Boeing B-17 Flying Fortress и Boeing B-29 Superfortress.

### Библиотека и архивы Музея
Библиотека Музея авиации была основана в 1985 году. По состоянию на 2011 год она содержит 66 000 книг и подписывается на 100 периодических изданий. Она специализируется в аэрокосмической и авиационной отрасли. Существует также онлайн-каталог.
Архивы Музея доступны общественности через Kenneth H. Dalhberg Aviation Research Center. Архивы включает в себя миллионы фотографий и тысячи погонных метров рукописных материалов.